# Basilica petriana (Ravenna)
La basilica petriana è una chiesa scomparsa di Classe, antico porto di Ravenna.
Fu costruita nel V secolo dal vescovo di Ravenna Pietro Crisologo (426-450) e dal suo successore Neone, riprendendo il nome dal primo. Crollò nell'VIII secolo a causa di un terremoto. Il fatto avvenne durante l'episcopato di Giovanni V (726-744).
La notizia della sua esistenza è riportata nel Liber pontificalis ecclesiae ravennatis, di Andrea Agnello (prima metà del IX secolo. Alcuni resti furono visti già nell'Ottocento e il luogo in cui era edificata venne individuato nel 1964 da G. Cortesi.
Le strutture sono state individuate tramite indagini geofisiche e lo studio delle fotografie aeree: la pianta era a tre navate con abside sul lato di fondo orientale, e sono state ricostruite le notevoli dimensioni dell'edificio (68 m di lunghezza, 82 m con l'abside, e 44 m di larghezza complessiva). Indagini archeologiche hanno permesso il rinvenimento di frammenti dei pavimenti con mosaico a decorazioni geometriche  e di identificare la presenza di una decorazione esterna con lesene di rinforzo. Sono stati inoltre rinvenuti i frammenti di capitelli e di un opus sectile marmoreo che doveva rivestire le pareti. Dei tubuli in terracotta si trovavano forse nella volta dell'abside per alleggerirla
Un secondo edificio a tre navate (larghezza 36 m) è stato inoltre individuato più ad est e presenta piccole absidi sul fondo delle navate laterali.